# Miroslav Janovský
Miroslav Janovský (* 9. června 1977) je bývalý český florbalový hráč a trenér. V letech 2014 až 2017 byl trenérem ženské reprezentace.

## Klubová kariéra
Jako hráč i trenér působil Janovský od počátku v klubu TJ Sokol Pardubice I. V sezóně 2002/2003 byl u postupu mužského týmu do 2. ligy. Naposledy hrál v sezóně 2004/2005, kdy Pardubice poprvé postoupily do nejvyšší soutěže.
Po skončení hráčské kariéry se v klubu začal věnovat trénování mládeže. Naopak skončil u mužů, kde ho vystřídal Jaroslav Marks. K týmu se dočasně vrátil v play-down sezóny 2007/2008 v neúspěšném pokusu udržet Pardubice v soutěži. Od ročníku 2009/2010, poté co mužský tým postoupil znovu do Extraligy, se na lavičku vrátil a u týmu zůstal dalších pět let až do sezóny 2013/2014. Během jeho působení, stejně jako dříve, tým bojoval o udržení v lize. To se nepovedlo v sezóně 2011/2012, ale v dalším roce Pardubice opět dokázaly postoupit. Na klubové úrovni skončil, když se stal v roce 2014 trenérem ženské reprezentace.

## Reprezentační kariéra
K ženské reprezentaci se Janovský poprvé dostal v roce 2007 jako asistent Jaroslava Markse, bývalého trenéra Pardubic. Tím byl i na Mistrovství světa žen v roce 2009, kde se Česko poprvé probojovalo do semifinále. Následně se stal trenérem ženské juniorské reprezentace, kterou vedl na mistrovstvích v letech 2012 a 2014. Na druhém z nich juniorky získaly druhou bronzovou medaili v historii.
V roce 2014 byl vybrán hlavním trenérem ženské reprezentace. Vystřídal tak Karolínu Šatalíkovou a Markétu Šteglovou. Ženský výběr vedl na mistrovstvích v letech 2015 a 2017. U juniorek i žen byla jeho asistentkou Lenka Bartošová. Jeho dalším asistentem u žen byl později i Sascha Rhyner, který ho v roce 2018 nahradil.
| Umístění         | Soutěž                                                    |
| ---------------- | --------------------------------------------------------- |
| 4.               | Mistrovství světa ve florbale žen 2009 (asistent trenéra) |
| 4.               | Mistrovství světa ve florbale žen do 19 let 2012          |
| Bronzová medaile | Mistrovství světa ve florbale žen do 19 let 2014          |
| 4.               | Mistrovství světa ve florbale žen 2015                    |
| 4.               | Mistrovství světa ve florbale žen 2017                    |